# Jean Lemire (biologiste)
Pour les articles homonymes, voir Jean Lemire.
Jean Lemire est un cinéaste québécois avec un fort intérêt pour la biologie et l'océanographie. Il fut chef des expéditions Mission Arctique (2002), Mission Baleines (2003), Mission Antarctique (2005-2006) et la mission 1000 jours pour la planète (2012-2016), toutes réalisées à bord du voilier Sedna IV.

## Biographie
(mars 2021).
Biologiste de formation , Jean Lemire entame une carrière parallèle en cinéma en 1987 pour conjuguer ses passions pour la recherche et la communication scientifique. En 2001, il transforme un grand voilier océanographique en plateforme de recherche scientifique et studio de production. Il sillonne depuis les océans de la planète pour sensibiliser les populations aux grands enjeux environnementaux.
Ses travaux sur les changements climatiques et la biodiversité ont initié de grandes missions scientifiques. Avec son équipe de marins et de scientifiques, ils franchissent le légendaire passage du Nord-Ouest en 2002 (Mission Arctique), hivernent en Antarctique en 2005-2006 durant une mission de 430 jours (Mission Antarctique), et entreprennent en 2012 la série 1000 jours pour la planète, un tour du monde sur trois ans, pour traiter de l’état de la biodiversité mondiale, en collaboration avec le Secrétariat de la Convention sur la Diversité Biologique de l’ONU.
Il reçoit un doctorat honoris causa de l'Université du Québec à Montréal (géographie) en 2015, un doctorat honoris causa de l'Université du Québec à Rimouski (océanographie) en 2007, et est nommé « Grand Ambassadeur » de l'Université de Sherbrooke. Le secrétaire général de l'ONU, Ban Ki Moon le nomme « ambassadeur honorifique de la vague verte de l'ONU » en 2010. En 2017, il est nommé Émissaire aux changements climatiques et aux enjeux nordiques et arctiques par le gouvernement du Québec, devenant le premier émissaire de l’histoire de la diplomatie québécoise. Son travail de diplomate à l’international l’amène à représenter le Québec et les états fédérés dans les différentes convention onusiennes en lien avec l’environnement.
Parmi les autres grandes distinctions de sa carrière, notons:
- Médaille Sir Christopher Ondaatje pour l'exploration, La Société géographique royale du Canada 2015
- Ambassadeur de la vague verte pour la diversité biologique, nommé par Ban Ki Moon 2010
- Prix MODORI, Fondation AEON – Nations unies, COP 10 Nagoya, Japon 2010
- Officier de l’Ordre du Canada 2007
- Citation of Lifetime Achievment, Gouvernement du Canada 2007
- Prix spécial Phénix en environnement, Gouvernement du Québec 2007
- Prix Georges Préfontaine, Association des biologistes du Québec 2007
- Personnalité de l’année La Presse / Radio-Canada, sciences humaines, sciences pures et technologie 2006
- Hero of the year, Reader’s Digest 2006
- Motion de félicitation, Assemblée Nationale du Québec 2006
- Représentant du Canada à l’exposition universelle d’Aïchi Japon, 2006
- Prix spécial du ministre de la culture de l’Argentine 2005
- Prix Mobius international (UNESCO), meilleur site web éducatif 2005
- Médaille d’or de la Société Géographique Royale du Canada 2004
- Personnalité multimédia de l’année au Québec 2004
- Personnalité de l’année – prix hommage – Gala des affaires, Drummondville 2003
- Meilleur essai- communication et société 2017 - L’odyssée des illusions
- Personnalité EnviroLys - 2017
- Prix  Cercle Monique Fitz-Back - 2017
- Prix Frédérick Todd - association des architectes paysagers - 2018
- Nommé Officier de l’ordre de Drummondville - 2019

En association avec la Fondation Sedna, il conçoit sur le web de nombreux programmes pédagogiques qui sont devenus, au fil des ans, des références dans le domaine scolaire.
À titre de producteur, scénariste ou réalisateur, il participe à la création de plus de 60 œuvres cinématographiques et télévisuelles. Ses films obtiennent une multitude de prix prestigieux, dont plus d’une vingtaine de prix Gémeaux et Gemini, récompensant les meilleures productions télévisuelles ou ses artisans. Parmi ceux-ci, notons:
- 9 prix Gémeaux et Gemini individuels, meilleurs émissions télévisées et/ou sites web de l’année:
- Rencontres avec les baleines du Saint-Laurent, Mission Arctique, Mission Baleines, Les Derniers géants, Mission Antarctique
- EarthWatch Award, National Geographic and EarthWatch Institut 2004 (Mission Arctique - Caroline Underwood, réalisatrice) 2004;
- Grand Prix Festival international du film francophone, meilleur documentaire de l’année, prix du public et prix TV 5, (Mémoires de la Terre - avec Frédéric Back) 2004;
- Prix d’excellence en vulgarisation scientifique, festival « Va savoir » (Mission Arctique) 2004;
- Meilleur film Nature / Environnement, Festival de Yorkton (La grande traversée) 2004;
- Grand Prix du festival Techfilm, Prague (Touch – the forgotten sense - Kun Chang) 2002;
- Meilleur film de la Francophonie, Téléscience (Le premier sens - Kun Chang) 2001;
- Meilleur film scientifique de l’année, Téléscience (La grande mouvée - Alain Belhumeur) 2001;
- Félix de la meilleure émission télévisée dans le domaine de la musique, (Les enfants d’un siècle fou - Pierre Brochu) 1997;
- Prix international de l’Institut de la Mer. France (Rencontres avec les baleines du Saint-Laurent), 1994;
- Grand Prix – International Television movie festival, New Jersey (Encounters with whales), 1994;

En 2009 et en 2010, Disney Nature nomme M. Lemire comme porte-parole environnement et il deviendra le narrateur des films Terre et Océan.
Jean Lemire est un communicateur scientifique et un auteur qui a publié de nombreux ouvrages:
- L’Odyssée des illusions – 25 ans à parcourir la planète, Éditions La Presse (Québec), 215 pages, 2016
- Le Dernier Continent, 430 jours au cœur de l’Antarctique Les Éditions Michel Laffon (France et monde) et Les Éditions La Presse (Québec) 256 pages
- Mission Antarctique Les Éditions La Presse (Québec) 160 pages 2007
- Biodiversity and Ecosystem Insecurity: A planet in Peril, auteurs multiples, University of Chicago Press 264 pages 2011
- Manifestement Vert, auteurs multiples Librex 240 pages 2009
- 12 Héros parmi nous, auteurs multiples Éditions La Semaine 2008

Il a aussi été chroniqueur en environnement pour différents journaux et diffuseurs :
- Chroniqueur environnement, journal Le Devoir, 2002
- Chroniqueur en environnement, journal La Presse, 2008-2009
- Animateur de radio et chroniqueur en environnement, Radio-Canada, 2008
- Chroniqueur en environnement, Réseau de l’Information (RDI), 2005-2006.

Conférencier, il a prononcé plus de 200 conférences à travers le monde.